# Hatem Ben Arfa
Cet article possède un paronyme, voir Arafa.
Hatem Ben Arfa, né le 7 mars 1987 à Clamart (Hauts-de-Seine), est un footballeur international français et tunisien évoluant au poste de milieu offensif ou d'avant-centre.
Originaire de la région parisienne et passé notamment par l'INF Clairefontaine, Hatem Ben Arfa termine sa formation à l’Olympique lyonnais où il fait ses débuts professionnels et remporte quatre championnats de France. En 2008, il rejoint l’Olympique de Marseille et gagne à nouveau la Ligue 1 avant de partir en Angleterre à Newcastle. Son passage outre-Manche est marqué par plusieurs coups d’éclat mais aussi de nombreuses blessures et un manque de régularité.
À l’issue d’un litige juridique qui le prive des terrains pendant six mois, Ben Arfa revient en France pour évoluer à l’OGC Nice. Il y réalise la meilleure saison de sa carrière (2015-2016) en inscrivant 17 buts en championnat qui qualifient le club en coupe d’Europe. Ses performances le font signer au Paris-Saint-Germain dès l’année suivante mais son style de jeu, peu apprécié par ses entraîneurs, le place régulièrement sur le banc des remplaçants puis hors du groupe. Après une saison blanche, il tente de se relancer au Stade rennais, remportant la Coupe de France 2019, puis au Real Valladolid, à Bordeaux et enfin à Lille, sans retrouver son plus haut niveau.
Membre de la fameuse « génération 1987 » (composée notamment de Karim Benzema, Samir Nasri et Jérémy Ménez) qui remporte l’Euro U17 en 2004, Ben Arfa est considéré à l'époque comme l’un des plus grands espoirs du football français. Il évolue dans toutes les équipes de France de jeunes avant d’être sélectionné avec les A à partir de 2007. Sa carrière en Bleu, gâchée par des blessures et des problèmes de comportement, ne compte toutefois que 15 sélections et une seule participation à un tournoi majeur, l’Euro 2012. De retour en sélection en 2015, il n’est finalement pas retenu dans la liste définitive de Didier Deschamps pour l’Euro 2016.
Connu pour son excellente technique de balle et son sens du dribble, il est considéré comme l'un des joueurs français les plus talentueux durant sa carrière marquée par une certaine irrégularité et des problèmes de comportement.

## Biographie

### Enfance et formation
Hatem Ben Arfa est le fils de Kamel Ben Arfa, ancien footballeur international tunisien arrivé en France en 1973 pour travailler dans une fonderie, et de Sonia Ben Arfa. Il a deux sœurs et un frère,. Natif de Clamart, il grandit dans la cité de la Butte Rouge à Châtenay-Malabry. Il fait ses premiers pas dans le football à l'âge de sept ans, au club de Voltaire Châtenay-Malabry.
Il intègre plus tard l'INF Clairefontaine en étant surclassé au sein de la promotion 1986, promotion rendue célèbre par le documentaire À la Clairefontaine, réalisé par Bruno Sevaistre. Il y passe trois années aux côtés d'autres espoirs comme Abou Diaby, Habib Bellaïd, Ricardo Faty, Geoffrey Jourdren ou Garra Dembélé. Contacté par l'Association sportive de Saint-Étienne et le Stade rennais Football Club, il rejoint finalement à l'âge de quinze ans le centre de formation de l'Olympique lyonnais, en échange d'une prime à la signature de 150 000 €.

### Carrière en club

#### Éclosion à l'Olympique lyonnais (2002-2008)
Malgré un prêt de 3 mois, à cause d'une blessure aux adducteurs et un mal du pays, l'agent d'Hatem Ben Arfa décide de le faire partir du Stade Montois (Landes), pour le faire retourner à l'Olympique Lyonnais. En finale du Championnat national moins de 16 ans en 2002-2003 contre l'AJ Auxerre, Ben Arfa marque le seul but lyonnais mais ne peut empêcher la défaite des siens (2-1).
Hatem Ben Arfa débute en Ligue 1 le 6 août 2004 contre l'OGC Nice, dans une équipe alors dirigée par Paul Le Guen. Il dispute en fin de saison, aux côtés de Loïc Rémy et Karim Benzema, la finale de la coupe Gambardella, l'Olympique lyonnais s'incline contre le Toulouse FC (6-2). Il marque son premier but avec Lyon contre Lille en Coupe de la Ligue le 10 novembre 2004.
Après avoir été champion de France en 2005, il remporte le Trophée des Champions contre Auxerre en marquant dès la première minute de jeu (4-1). Il est de nouveau champion de France en 2006 et remporte le Trophée des Champions contre le PSG.
Sa progression sous l'ère Gérard Houllier est difficile et perturbée par des conflits internes avec son entraîneur et son président Jean-Michel Aulas.
Lyon est champion de France 2008 et remporte son troisième Trophée des champions contre Sochaux.
Désigné par ses dirigeants comme le possible successeur de Florent Malouda, il s'impose progressivement comme attaquant de soutien dans l'équipe entrainée par Alain Perrin, tout en offrant des possibilités comme milieu offensif gauche. Ben Arfa enchaîne les bonnes prestations. Il confirme ensuite son nouveau statut de titulaire en inscrivant ses deux premiers doublés en Ligue 1 fin octobre 2007, puis en Ligue des champions début novembre avec ses deux premiers buts dans cette compétition.
Il reçoit le titre de « Meilleur joueur espoir » de la saison 2007-2008 lors de la remise des Trophées UNFP du football après avoir été champion de France pour la quatrième année consécutive.
Le 25 juin 2008, l'Olympique de Marseille annonce qu'un accord aurait été trouvé avec l'Olympique lyonnais pour le transfert d'Hatem Ben Arfa. Il doit toutefois passer la visite médicale avant toute officialisation. Trois jours plus tard, l'Olympique lyonnais annonce dans un communiqué l'arrêt des négociations car l'absence de certains éléments nécessaires au transfert ne permettrait pas à ce dernier d'être effectif avant la « date butoir » fixée par l'OL au 30 juin. Dès le lendemain, Hatem Ben Arfa assure qu'il a signé à Marseille et qu'il ne retournera pas à Lyon, s'opposant ainsi à l'injonction formulée par l'Olympique lyonnais.
Le 1er juillet 2008, à l'issue d'une réunion placée sous l'égide de la commission juridique de la LFP où sont présents Jean-Michel Aulas (président de l'Olympique lyonnais), Pape Diouf (président de l'Olympique de Marseille) et le joueur lui-même, les derniers éléments du transfert sont réglés et la LFP homologue le transfert. La force de caractère de l'international avait frappé tous les intervenants.

#### Olympique de Marseille (2008-2010)
Éric Gerets lui donne un nouveau poste au sein de l'équipe, celui de numéro 10, milieu offensif axial. Jouant derrière un attaquant de pointe (en 4-2-3-1) ou deux (4-3-1-2), il joue alors à son poste de prédilection où il peut montrer des qualités de pénétration et de passes. Cela n'empêche pas Gerets de l'utiliser comme ailier pour sa vitesse et son imprévisibilité offensive. À l'aise au sein de sa nouvelle formation, Ben Arfa marque son premier but dès son premier match à l'OM, à la quinzième minute du match Rennes - Marseille (4-4) lors de la première journée de Ligue 1. Il montre à nouveau son talent quelques jours plus tard, contre Brann Bergen, pour le troisième tour préliminaire de la Ligue des champions de l'UEFA 2008-2009, en délivrant une passe décisive pour Benoît Cheyrou, après des dribbles au sein de la défense norvégienne. Puis il marque deux buts un mois plus tard, contre Le Mans (1-1) puis contre Caen (victoire 2-1). Retombant dans des travers de cohabitation complexe avec certains de ses partenaires, et en dépit d'alertes rencontrées en début de saison (altercations avec Djibril Cissé et Modeste M'Bami), il refuse de rentrer en jeu lors du match OM - PSG (2-4) pour protester contre son statut de remplaçant ; une violente discussion a alors lieu dans les vestiaires avec Gerets et l'encadrement. À la suite de cet incident, Ben Arfa enchaîne toutefois avec de bonnes performances face à l'AS Saint-Étienne, buteur et deux fois passeur décisif, et contre le PSV Eindhoven, de nouveau deux fois passeur décisif. Il inscrit aussi un but contre Grenoble mais sort en seconde période. Ben Arfa connaît fin novembre 2008 une baisse de régime : hors de forme, il n'entre plus dans les plans de Gerets à la suite de son match contre l'Olympique lyonnais (0-0) début décembre. En février 2009, il se querelle avec Karim Ziani, avec qui il est en concurrence. Les prémices de jours meilleurs pour Ben Arfa font leur apparition avec un coup franc contre le FC Twente qui qualifie son club pour les huitièmes de finale de la coupe de l'UEFA. Il finit alors sa saison en alternant entre les statuts de remplaçant et de titulaire. Gerets dit de lui qu'il est meilleur lorsqu'il rentre en cours de match, comme face à Nantes, que lorsqu'il est d'emblée titulaire, comme contre l'Olympique lyonnais, lors de la défaite de l'OM (1-3).

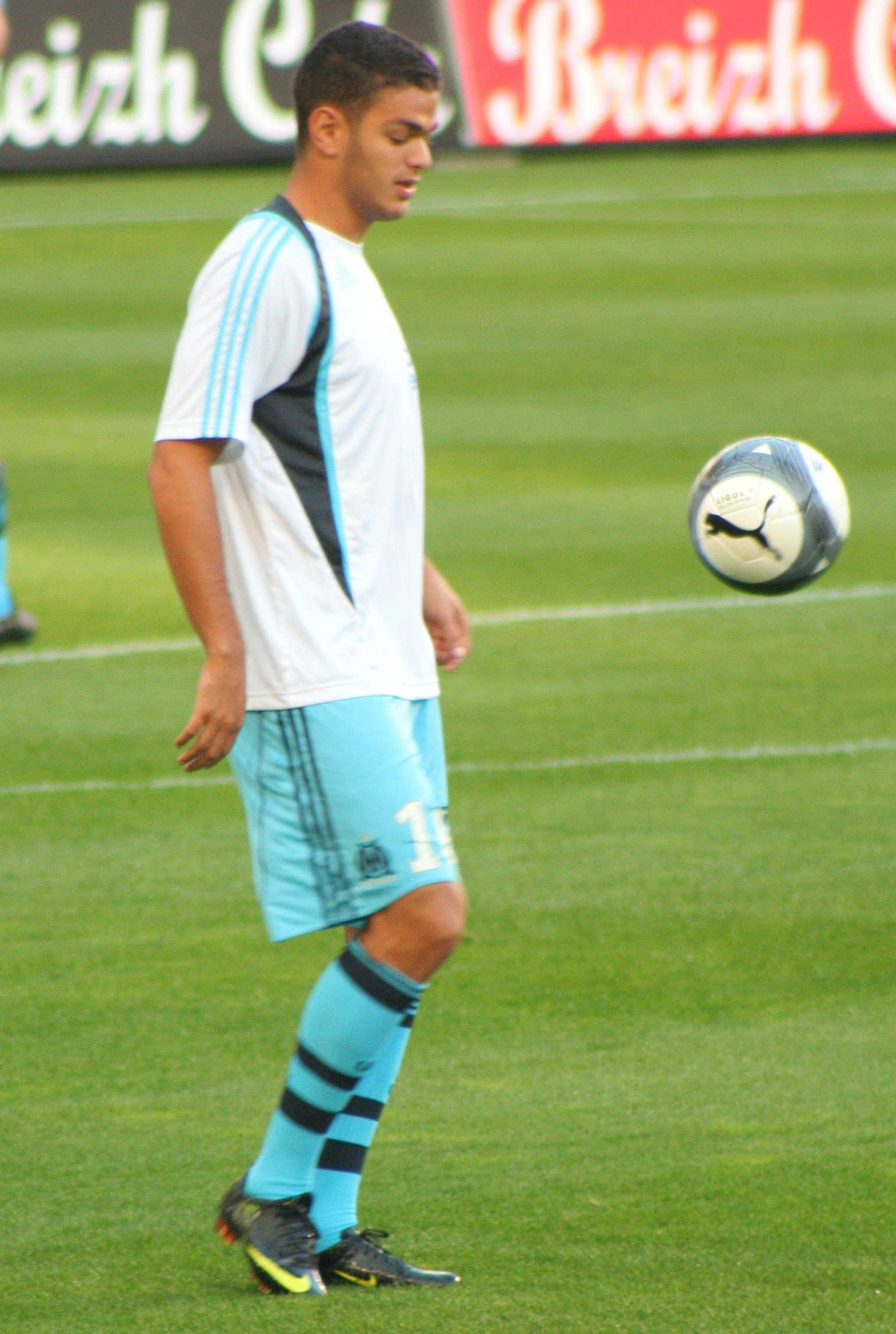
Hatem Ben Arfa à l’entraînement avec l’OM en 2009.

Malgré une pré-saison satisfaisante, et son statut de titulaire lors des premiers matchs dirigés par Didier Deschamps, ses performances sont décevantes et il laisse progressivement sa place à Bakari Koné ou Mathieu Valbuena, se contentant d'entrées en fin de partie. Lors du mercato d'hiver, l'OM l'autorise à chercher un nouvel employeur. Cependant les discussions avec différents clubs européens achoppent, et Hatem Ben Arfa reste finalement à l'OM. Ses prestations de début d'année 2010 sont plus convaincantes. Progressivement il redevient titulaire. En Ligue Europa, il arrache le match nul d'un but de la tête (le premier de sa carrière) contre les Portugais du Benfica Lisbonne (1-1, à l'aller). Au match retour, il rentre dans le temps additionnel de la seconde période et se fait exclure vingt secondes plus tard pour avoir frappé un adversaire. Par ailleurs, grâce à ses belles performances, il gagne toutefois le titre UNFP du joueur du mois de février.
Il remporte la Coupe de la Ligue le 27 mars 2010 avec l'OM, délivrant une passe décisive en finale contre Bordeaux. Après une indisponibilité d'une semaine, Ben Arfa se voit cantonné à une place de remplaçant pour son retour. Néanmoins le 5 mai 2010, Didier Deschamps le fait rentrer pour la dernière demi-heure contre Rennes, et Ben Arfa se montre décisif en étant à l'origine du troisième but marseillais (victoire 3-1). Le titre de champion de France revient à l'OM de Ben Arfa, qui personnellement remporte là son cinquième titre du genre.
À l'issue du premier stage de préparation pour la nouvelle saison, Didier Deschamps le convoque dans son bureau pour lui signifier qu'il ne souhaite pas le conserver. Le club a mandaté un certain nombre d'agents et lui propose de partir à Newcastle sous la forme d'un prêt. Le joueur considère cette offre comme prioritaire en raison de l'intérêt de l'entraîneur Chris Hughton et sa volonté d'en finir avec son statut de joker. Le joueur fait ses adieux avant son voyage en Norvège avec la nouvelle équipe de France de Laurent Blanc. Pendant ce stage, Didier Deschamps déclare Hatem Ben Arfa intransférable à la suite du départ de Mamadou Niang pour Fenerbahçe. À son retour le 12 août 2010 à la Commanderie, le centre d'entraînement de l'OM, il durcit sa position pour quitter le club. Le joueur quitte ensuite Marseille pour s'entraîner seul en région parisienne dans l'attente d'un transfert.

#### Départ pour Newcastle United (2010-2014)
Le 28 août 2010, le club anglais de Newcastle United annonce sur son site le recrutement d'Hatem Ben Arfa. Le joueur français est prêté pour un an avec une option d'achat située entre cinq et six millions d'euros, que le club anglais doit lever si Ben Arfa dispute au moins 25 matchs durant la saison.
Ben Arfa marque son premier but avec Newcastle durant sa première titularisation le 18 septembre suivant face à Everton (0-1). Le 3 octobre 2010, il sort sur civière en tout début de rencontre lors du match contre Manchester City à la suite d'un tacle de Nigel de Jong. Souffrant d'une double fracture tibia-péroné de la jambe gauche, sa période d'indisponibilité est estimée à six mois.
Le 5 janvier 2011, le club anglais décide d'officialiser le transfert de Ben Arfa en levant l'option d'achat de six millions d'euros, malgré les quatre rencontres disputées par le joueur. Il signe un contrat de quatre ans et demi avec les Magpies. Le 1er mars 2011, l'entraîneur de Newcastle Alan Pardew annonce que la saison de Ben Arfa pourrait bel et bien être terminée à cause de sa blessure.
Le 5 avril suivant, Ben Arfa reprend l'entraînement avec les Magpies après six mois d'indisponibilité. Une rechute au début du mois de mai lui fait cependant perdre tout espoir de retour lors de cette saison 2010-2011.
Le 21 juillet 2011, il se blesse à la cheville à la demi-heure de jeu du match amical face à Kansas City, se déroulant dans le cadre du stage de préparation aux États-Unis. Le staff médical redoute une rechute de sa blessure de la saison précédente mais il retrouve les terrains le 20 septembre 2011 à l'occasion du match de League Cup contre Nottingham Forest.
Le 7 janvier 2012, il se distingue en marquant un but après avoir éliminé plusieurs joueurs lors du match de Coupe d'Angleterre face aux Blackburn Rovers. Ce but est qualifié d'« incroyable » par son entraîneur Alan Pardew. Le 9 avril suivant, Ben Arfa récupère le ballon dans sa propre moitié de terrain, transperce la défense adverse et ouvre le score après une course de plus de soixante-dix mètres en Premier League contre Bolton. Ses performances lui valent les éloges de son entraîneur.
Le 14 novembre 2012, le but que Ben Arfa a marqué onze mois auparavant contre les Blackburn Rovers fait partie des dix buts nommés pour le prix Puskás de la FIFA. Entre-temps, il donne un avis négatif en tant que musulman tout comme Papiss Cissé, Demba Ba et Cheikh Tioté de revêtir le futur maillot de Newcastle en raison du nouveau sponsor Wonga, société de crédit, car selon les préceptes de l'islam, l'usure est interdite,.
Le 1er septembre 2014, dans les toutes dernières minutes du mercato, il rejoint Hull City sous la forme d'un prêt. Cependant, cette expérience tourne au vinaigre. En effet, en décembre 2014, en désaccord avec son entraîneur Steve Bruce, il quitte le club. Son entraîneur déclare qu'il n'est pas « digne de l'équipe ». Son prêt est résilié en décembre 2014 et il est annoncé qu'il ne reviendra plus à Newcastle, qui le libère en résiliant son contrat. Il est donc libre et a déjà plusieurs contacts en Championnat de France de football notamment avec Claude Puel, à qui il donne rapidement son accord verbal. Ils n'ont jamais travaillé ensemble, puisque l'entraîneur de l'OGC Nice était arrivé à l'Olympique lyonnais lorsque Ben Arfa en était parti.

#### Retour en Ligue 1 à l'OGC Nice (2015-2016)
Le 3 janvier 2015, libéré de son contrat avec Newcastle, il rejoint l'OGC Nice. Il retrouve donc la Ligue 1 quatre ans et demi après l'avoir quittée. Cependant, le 12 janvier 2015, la FFF n'homologue pas le contrat de Ben Arfa car ce dernier est suspecté d'avoir déjà joué des matchs officiels avec deux clubs lors de la saison 2014-2015 (Newcastle et Hull City). Or, le règlement de la FIFA interdit de jouer pour trois clubs différents lors d'une saison[réf. nécessaire]. Le 14 janvier 2015, la FIFA rend un avis négatif à titre consultatif concernant le transfert de Ben Arfa à l'OGC Nice. Cette décision est décriée car s'il ne fait aucun doute que les matchs avec le club emprunteur étaient officiels, le match avec le club prêteur avait eu lieu dans un tournoi amical d'été et a été considéré comme officiel, quand bien même le match était une rencontre réservée aux moins de 21 ans et le joueur âgé de 27 ans. Alors que la FIFA classe en match officiel un match amical, bien que les limites d'âge n'aient pas été respectées, dans sa jurisprudence, la FIFA avait à l'inverse déclassé en « match d'entraînement » un match amical où 7 remplaçants étaient entrés pour une équipe au lieu des 6 prévus[réf. nécessaire]. Alors que le joueur se retrouve sans salaire (si Nice ni Newcastle ne l'indemnisent), il semble être une victime collatérale de la politique patrimoniale des clubs anglais, alors que le Chelsea Football Club a prêté 23 joueurs en septembre 2014, sans en emprunter aucun, certains étant achetés et prêtés 24 mois dans la foulée,. Le 15 janvier 2015, la LFP qui devait prendre une décision concernant la qualification ou non du joueur, décide de repousser l'audience au 20 janvier 2015. Le 20 janvier 2015, la LFP annonce qu'elle ne souhaite pas prendre de décision, et indique rendre le dossier à la FIFA afin que cette dernière prenne une décision officielle. Après le refus du Tribunal administratif de revoir la décision de la LFP, Hatem Ben Arfa résilie son contrat avec l'OGC Nice, sans avoir pu disputer le moindre match. Son avocat déclare également que le Français envisage de mettre un terme à sa carrière de footballeur.
Six mois après son transfert avorté à l'OGC Nice, le président niçois Jean-Pierre Rivère annonce que Ben Arfa sera bien niçois pour la saison 2015-2016. Le 15 août 2015, il retrouve le chemin des filets français ; en transformant un penalty face à Troyes (score final 3-3), il inscrit son premier but en Ligue 1 depuis le 15 mai 2010. Il récidive une semaine après, et inscrit le premier but de la victoire niçoise contre le SM Caen (2-1) d'une lourde frappe après avoir dribblé plusieurs joueurs adverses. Il réussit ensuite à véritablement élever son niveau de jeu. Il marque un doublé contre les Girondins de Bordeaux  et participe à la victoire contre l'AS Saint-Étienne en marquant à nouveau un doublé dont le deuxième but en éliminant cinq adversaires. Il inscrit le premier triplé de sa carrière face au Stade Rennais lors d'une victoire trois buts à zéro.
Son contrat le liant au club se terminant le 30 juin 2016, Hatem Ben Arfa décide de ne pas le renouveler.

#### Paris Saint-Germain (2016-2018)

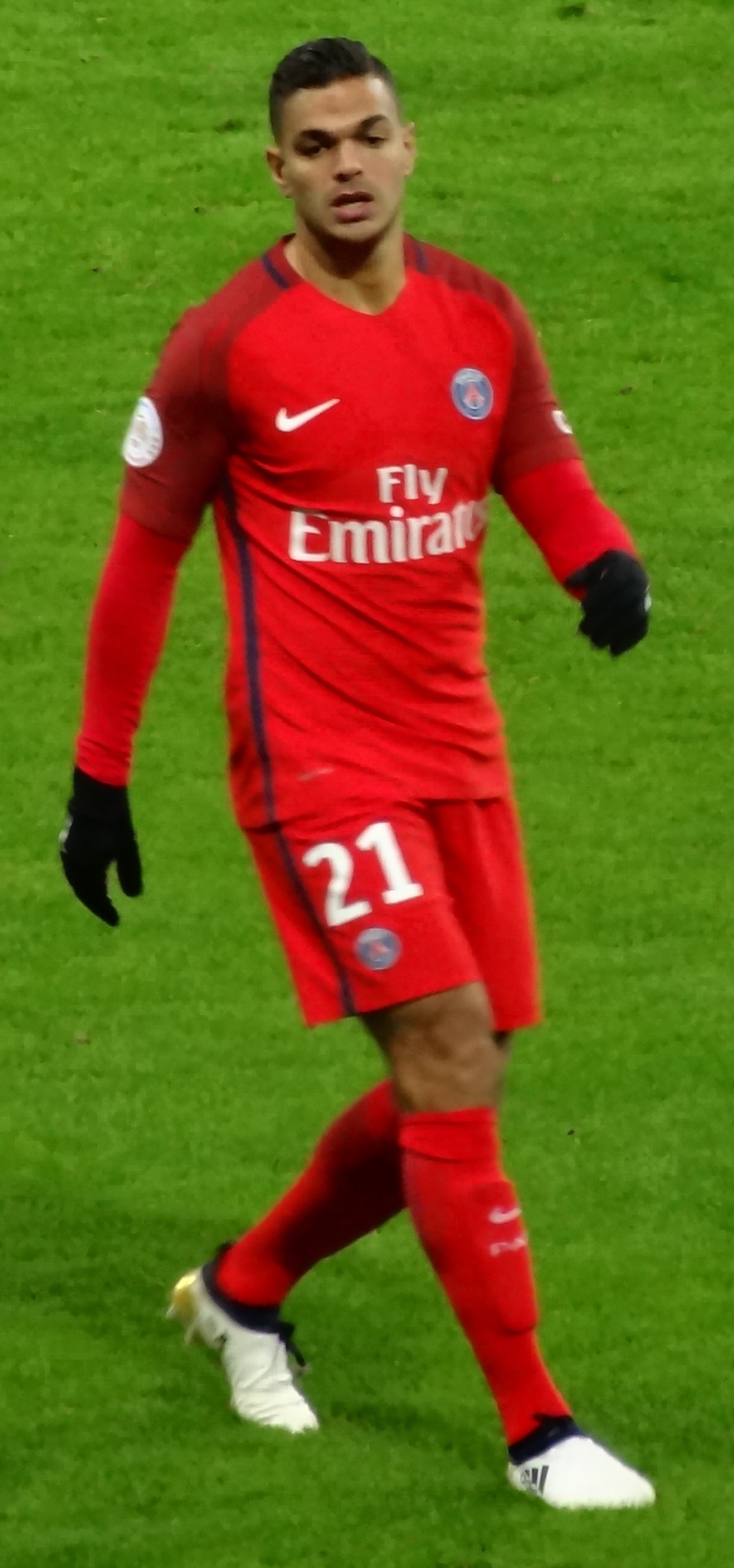
Hatem Ben Arfa avec le PSG en 2016.

Libre de tout contrat après son départ de l'OGC Nice, il s'engage le 1er juillet 2016 avec le Paris SG pour une durée de deux ans et choisit de porter le numéro 21 prétextant apprécier L'Équipe 21,.
Il joue son premier match officiel avec le Paris Saint-Germain lors du Trophée des champions contre son club formateur l'Olympique lyonnais et marque son premier but avec son nouveau club d'une demie volée avant de remporter le match quatre buts à un et de soulever son premier titre avec le club de la capitale. Présenté comme l'une des recrues phares du PSG lors du mercato estival, il est finalement peu utilisé lors du début de saison. Unai Emery le trouvant trop individuel et pas assez défensif décide de ne pas le convoquer pour le premier match de Ligue des champions contre Arsenal puis lors des trois matchs suivant en championnat Il retrouve peu à peu du temps de jeu en tant que remplaçant et distille une passe décisive à Marco Verratti lors du match de la 12ème journée contre le Stade rennais
Il est ensuite écarté à partir du 6 avril 2017 et ne joue aucun match lors de la saison 2017-2018 pour le club de la capitale à la suite de problèmes de comportement auprès de son entraineur et de l'émir du Qatar le cheikh Tamin Al-Thani ,.

#### Stade rennais FC (2018-2019)
Libre de tout contrat avec le Paris Saint-Germain, il s'engage avec le Stade rennais FC le 2 septembre 2018 pour une durée de deux ans.
Il dispute ses premières minutes sous le maillot breton en rentrant en jeu lors du premier match de Ligue Europa contre le FK Jablonec et donne la victoire à son équipe en transformant un penalty dans le temps additionnel. Après plusieurs mois sans beaucoup jouer sous Sabri Lamouchi, Julien Stéphan est nommé entraîneur intérimaire et redonne de la confiance et du temps de jeu à Ben Arfa. L'ancien joueur du PSG joue un rôle très important dans la campagne européenne, avec la qualification face au Betis Séville grâce à une performance extraordinaire de sa part et la victoire au match aller face à Arsenal (3-1) où il brille, malgré l'élimination au match retour (3-0).
Le 27 avril 2019, il gagne la Coupe de France face au Paris Saint-Germain. Au micro de France 2, il déclare après le match qu’ « il ne faut jamais sous estimer son adversaire, un jour il revient plus fort », rappelant ainsi les conflits rencontrés avec le PSG. Il provoque le président du Paris Saint-Germain Nasser al-Khelaïfi en lui montrant sa médaille.
Olivier Létang annonce le 3 juin 2019 le départ d'Hatem Ben Arfa durant le mercato d'été après que celui-ci a critiqué le club.

#### Real Valladolid (2020)
Le 28 janvier 2020, il officialise son arrivée au Real Valladolid, présidé par Ronaldo, où il signe un contrat jusqu’au 30 juin 2020.

#### Girondins de Bordeaux (2020-2021)
Le 7 octobre 2020, Ben Arfa signe en faveur du club des Girondins de Bordeaux pour une saison plus une en option. Il est de suite installé par Jean-Louis Gasset comme titulaire, débutant sous ses nouvelles couleurs le 17 octobre face à l'Olympique de Marseille (7e journée, défaite 3-1). Il inscrit son premier but le 20 novembre 2020 face au Stade rennais (11e journée, victoire 0-1). En onze apparitions sous le maillot au scapulaire, il s'impose comme l'animateur du secteur offensif, auteur de deux buts et cinq passes décisives.
Blessé à la cuisse, il manque les trois premières rencontres de 2021. Rétabli, il retrouve sa place dans le onze de départ mais pas son influence. Il enchaîne six rencontres titulaire sans se montrer décisif avant de prendre place sur le banc face à Metz (27e journée, défaite 1-2) et Paris (28e journée, défaite 0-1) et manquer deux nouvelles rencontres, touché au genou. Laurent Koscielny lui reproche notamment son individualisme à la suite de la réception de l'Olympique de Marseille (25e journée, 0-0), l'équipe se montrant inoffensive alors qu'elle évolue à 11 contre 9 pendant une demi-heure.
Les Girondins de Bordeaux annoncent le 29 mai 2021 son départ ainsi que celui de Vukašin Jovanović et Jean Michaël Seri.

#### LOSC Lille (2022)
Le 19 janvier 2022, libre de tout contrat depuis son départ des Girondins de Bordeaux et très désiré et apprécié par le président Olivier Létang qu'il a connu au Paris Saint-Germain ainsi qu'au Stade rennais, il signe jusqu'à la fin de la saison avec le champion de France en titre, le Lille OSC, mais ne la finira pas après avoir critiqué son entraineur.

### En équipe de France

#### Jeunes et espoirs (2002-2007)
De seize à 19 ans, il passe par toutes les catégories de jeunes de l'équipe de France. Il y retrouve d'autres grands espoirs du football français de l'époque comme Samir Nasri, Jérémy Ménez ou Karim Benzema. Avec l'équipe de France moins de 17, il remporte l'Euro 2004 des U17 en battant l'Espagne en finale (2-1). Il est auteur de trois buts en cinq rencontres.
Contacté par Roger Lemerre pour intégrer l'équipe nationale tunisienne avant le mondial 2006, il refuse la proposition pour privilégier son avenir en équipe de France .

#### En sélection A (2007-2015)
Hatem Ben Arfa intègre l'équipe de France A pour la première fois de sa carrière le 10 octobre 2007. Alors qu'il prépare un match contre la Bosnie avec les Espoirs, Raymond Domenech l'appelle pour suppléer Louis Saha, forfait pour les rencontres face aux Îles Féroé et à la Lituanie dans les éliminatoires de l'Euro 2008. Il intègre cependant les Bleus dans des conditions difficiles: le voyage vers les Îles Féroé est perturbé par de mauvaises conditions météorologiques et l'avion de la délégation française doit faire escale en Écosse puis deux fois en Norvège après deux tentatives d'atterrissage à Tórshavn. Après une nuit passée en Norvège, les Bleus atterrissent finalement sur l'« Île des moutons » à trois heures du coup d'envoi. Les conditions ne sont pas idéales, mais mémorables pour une première sélection. Il fête donc sa première sélection le 13 octobre 2007 contre les Îles Féroé, en remplaçant Franck Ribéry à l'heure de jeu (62e). Il contribue au large succès de l'équipe en inscrivant son premier but sous le maillot tricolore, à quelques secondes du coup de sifflet final. Régulièrement appelé en 2007-2008 sous le statut de remplaçant, il enchaîne les matchs de qualifications pour le championnat d'Europe et les matchs amicaux. Il rentre souvent en deuxième mi-temps dans les derniers quarts d'heures pour amener du danger. Ben Arfa joue son premier match titulaire contre l'Équateur en match de préparation pour l'Euro 2008 et délivre sa première passe décisive pour Bafétimbi Gomis qui marque un doublé pour son premier match en bleu.
Il n'est pas sélectionné pour disputer l'Euro 2008 avec la France, faisant partie des sept réservistes.
D'octobre 2008 à août 2010, il ne joue qu'une seule rencontre sous le maillot bleu en match amical contre la Tunisie au Stade de France sur une victoire de 3-1. Lors de cette rencontre, il est hué par des supporters à son entrée sur le terrain, pour ne pas avoir choisi l'équipe tunisienne.
Le 11 mai 2010, il fait également partie de la liste des trente joueurs convoqués par Raymond Domenech pour participer à la Coupe du monde 2010, en Afrique du Sud. Cependant, il n'est pas conservé dans la liste définitive des vingt-trois joueurs.
Hatem Ben Arfa fait partie de la première liste de 22 joueurs appelés par le nouveau sélectionneur Laurent Blanc, pour le match amical contre la Norvège lors de l'été 2010. Il marque à cette occasion son second but avec l'équipe de France.
Gravement blessé, il n'est plus convoqué en Bleu à partir d'août 2010. Ben Arfa fait toutefois partie des joueurs sélectionnés par Blanc pour disputer l'Euro 2012. Il participe à deux rencontres de la phase finale : il entre pour quelques minutes à la fin du match France-Angleterre, puis commence la rencontre face à la Suède en tant que titulaire, avant d'être remplacé peu avant l'heure de jeu.
Après cette rencontre, la presse évoque une altercation qui aurait opposé Hatem Ben Arfa à Laurent Blanc dans les vestiaires, le joueur étant mécontent d'avoir été remplacé par le sélectionneur. À la suite de cet incident, il est convoqué par la commission de discipline de la Fédération française de football avec d'autres joueurs de la sélection à qui sont reprochés des problèmes de comportement pendant le Championnat d'Europe (Samir Nasri, Yann M'Vila, Jérémy Ménez). La commission lui adresse finalement un simple « rappel à l'ordre ». L'Équipe de France s’arrête en quarts de finale contre l'Espagne, futur champion d'Europe en 2012 sur une défaite de 2-0.

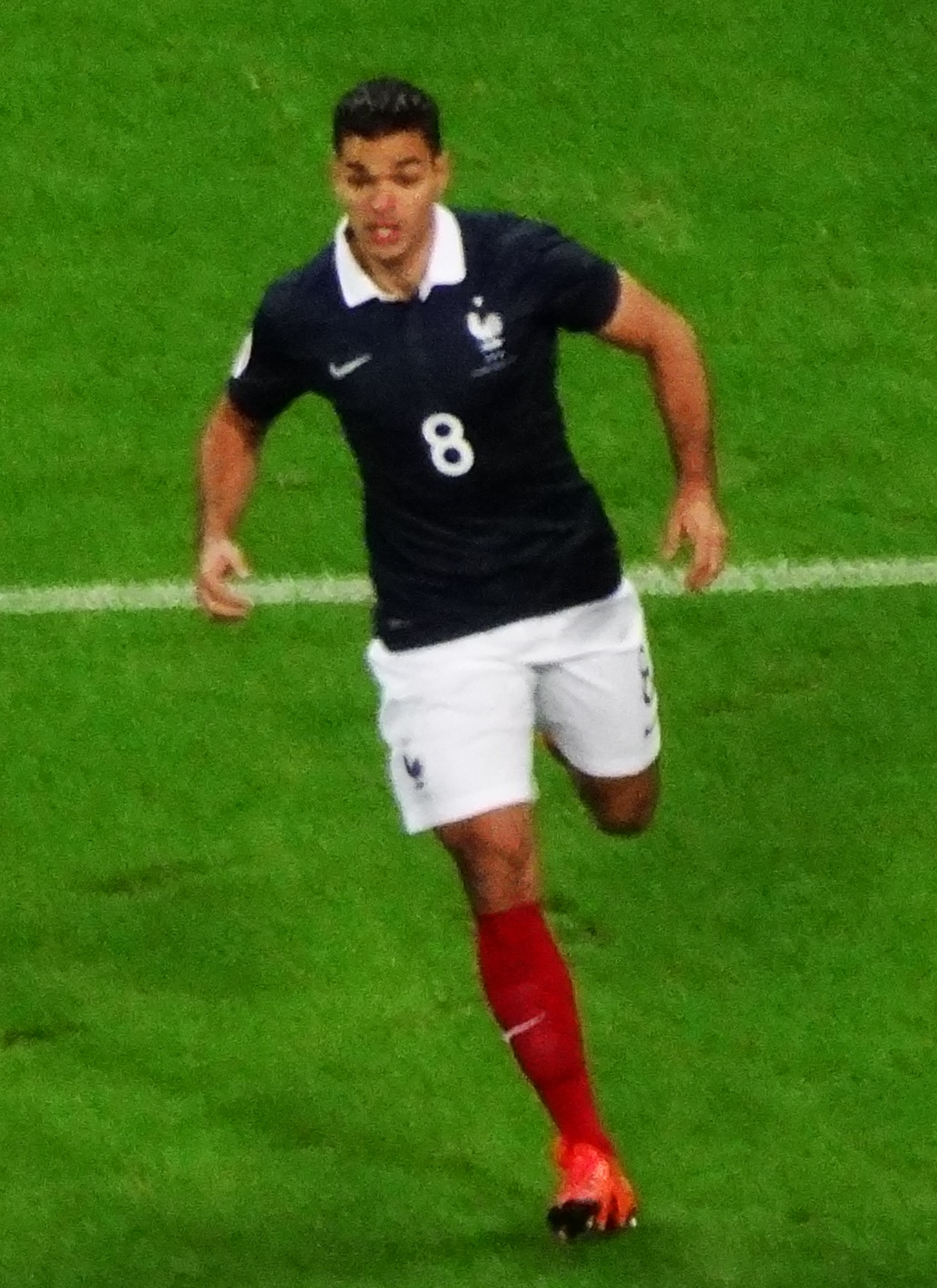
Hatem Ben Arfa en sélection en 2015.

À la suite d'un bon début de saison avec son club, l'OGC Nice, et l'absence de certains joueurs, le sélectionneur de l'équipe de France Didier Deschamps lui fait appel le jeudi 5 novembre 2015 pour participer à deux matchs amicaux contre l'Allemagne et l'Angleterre.
Non retenu parmi les 23 joueurs français sélectionnés pour disputer l'Euro 2016, il fait partie d'un groupe de huit réservistes présents lors de la préparation de l'équipe de France et susceptibles de remplacer un joueur sélectionné qui serait blessé.

## Style de jeu
Ben Arfa se distingue par une aisance technique considérée comme rare. Dribbleur hors pair, sa conduite de balle et son explosivité en font un joueur difficile à arrêter une fois lancé. Souvent considéré comme le plus grand « gâchis du football français » par les médias, selon certains de ses anciens coéquipiers et le public, le joueur avait le potentiel pour devenir l'un des meilleurs de sa génération,,,,. Karim Benzema, son ancien coéquipier à l'Olympique lyonnais et en sélections jeunes, ainsi que Djibril Cissé et Souleymane Diawara ont tous comparé Ben Arfa à Lionel Messi, joueur argentin de la même génération vu comme l'un des meilleurs de l'histoire de ce sport : « Je l’ai vu faire des choses incroyables. Hatem, c’était Messi. Mais il n’a pas fait les bons choix de carrière.[...] Il n’aurait pas dû partir de Lyon si jeune, un an avant moi. Et Marseille, c’est tout ou rien. Soit tu décolles, soit tu t’enfonces. » Il ne parvient pas à maintenir ses performances dans la durée malgré quelques coups d'éclat ; son comportement et ses choix professionnels n'aidant pas.

## Autres activités
Pour la Coupe du monde 2018, Hatem s'est engagé avec le journal France Football pour tenir la chronique « Tribune libre » pendant toute la durée de la compétition. Il y livre ses coups de gueule et ses coups de cœur sur les Bleus ainsi que sur toutes les autres sélections.

## Statistiques

### Générales par saison
| Saison                | Club                    | Championnat           | Championnat | Championnat | Championnat | Coupe nationale | Coupe nationale | Coupe nationale | Coupe de la Ligue | Coupe de la Ligue | Coupe de la Ligue | Supercoupe | Supercoupe | Supercoupe | Compétition(s) continentale(s) | Compétition(s) continentale(s) | Compétition(s) continentale(s) | Compétition(s) continentale(s) | France | France | France | Total | Total | Total |
| Saison                | Club                    | Division              | M.          | B.          | P.d.        | M.              | B.              | P.d.            | M.                | B.                | P.d.              | M.         | B.         | P.d.       | Comp.                          | M.                             | B.                             | P.d.                           | M.     | B.     | P.d.   | M.    | B.    | P.d.  |
| 2004-2005             | Olympique lyonnais      | Ligue 1               | 9           | 0           | 1           | -               | -               | -               | 1                 | 1                 | 0                 | -          | -          | -          | C1                             | 4                              | 0                              | 0                              | -      | -      | -      | 14    | 1     | 1     |
| 2005-2006             | Olympique lyonnais      | Ligue 1               | 12          | 0           | 0           | 2               | 1               | 0               | -                 | -                 | -                 | 1          | 1          | 0          | C1                             | 1                              | 0                              | 0                              | -      | -      | -      | 16    | 2     | 0     |
| 2006-2007             | Olympique lyonnais      | Ligue 1               | 13          | 1           | 0           | 3               | 0               | 0               | 1                 | 0                 | 0                 | 1          | 0          | 0          | C1                             | 1                              | 0                              | 0                              | -      | -      | -      | 19    | 1     | 0     |
| 2007-2008             | Olympique lyonnais      | Ligue 1               | 30          | 6           | 5           | 3               | 0               | 0               | 1                 | 0                 | 1                 | 1          | 0          | 0          | C1                             | 8                              | 2                              | 0                              | 6      | 1      | 1      | 49    | 9     | 7     |
| Sous-total            | Sous-total              | Sous-total            | 64          | 7           | 6           | 8               | 1               | 0               | 3                 | 1                 | 1                 | 3          | 1          | 0          | -                              | 14                             | 2                              | 0                              | 6      | 1      | 1      | 98    | 13    | 8     |
| 2008-2009             | Olympique de Marseille  | Ligue 1               | 33          | 6           | 2           | 1               | 0               | 0               | 1                 | 0                 | 0                 | -          | -          | -          | C1+C3                          | 8+5                            | 0+2                            | 1+0                            | 1      | 0      | 0      | 49    | 8     | 3     |
| 2009-2010             | Olympique de Marseille  | Ligue 1               | 29          | 3           | 3           | 1               | 1               | 0               | 4                 | 0                 | 2                 | -          | -          | -          | C1+C3                          | 3+4                            | 0+3                            | 0+0                            | -      | -      | -      | 41    | 7     | 5     |
| 2010-2011             | Olympique de Marseille  | Ligue 1               | 1           | 0           | 1           | -               | -               | -               | -                 | -                 | -                 | 1          | 0          | 0          | -                              | -                              | -                              | -                              | 1      | 1      | 0      | 3     | 1     | 1     |
| Sous-total            | Sous-total              | Sous-total            | 63          | 9           | 6           | 2               | 1               | 0               | 5                 | 0                 | 2                 | 1          | 0          | 0          | -                              | 20                             | 5                              | 1                              | 2      | 1      | 0      | 93    | 16    | 9     |
| 2010-2011             | Newcastle United (prêt) | Premier League        | 4           | 1           | 0           | -               | -               | -               | -                 | -                 | -                 | -          | -          | -          | -                              | -                              | -                              | -                              | -      | -      | -      | 4     | 1     | 0     |
| 2011-2012             | Newcastle United        | Premier League        | 26          | 5           | 6           | 2               | 1               | 0               | 2                 | 0                 | 0                 | -          | -          | -          | -                              | -                              | -                              | -                              | 5      | 0      | 0      | 35    | 6     | 6     |
| 2012-2013             | Newcastle United        | Premier League        | 19          | 4           | 2           | -               | -               | -               | -                 | -                 | -                 | -          | -          | -          | C3                             | 3                              | 0                              | 1                              | -      | -      | -      | 22    | 4     | 3     |
| 2013-2014             | Newcastle United        | Premier League        | 27          | 3           | 3           | 1               | 0               | 0               | 2                 | 0                 | 0                 | -          | -          | -          | -                              | -                              | -                              | -                              | -      | -      | -      | 30    | 3     | 3     |
| Sous-total            | Sous-total              | Sous-total            | 76          | 13          | 11          | 3               | 1               | 0               | 4                 | 0                 | 0                 | -          | -          | -          | -                              | 3                              | 0                              | 1                              | 5      | 0      | 0      | 91    | 14    | 12    |
| 2014-2015             | Hull City (prêt)        | Premier League        | 8           | 0           | 1           | -               | -               | -               | 1                 | 0                 | 1                 | -          | -          | -          | -                              | -                              | -                              | -                              | -      | -      | -      | 9     | 0     | 2     |
| 2015-2016             | OGC Nice                | Ligue 1               | 34          | 17          | 6           | 1               | 1               | 0               | 2                 | 0                 | 0                 | -          | -          | -          | -                              | -                              | -                              | -                              | 2      | 0      | 0      | 39    | 18    | 6     |
| 2016-2017             | Paris Saint-Germain     | Ligue 1               | 23          | 0           | 1           | 3               | 3               | 4               | 2                 | 0                 | 0                 | 1          | 1          | 0          | C1                             | 3                              | 0                              | 0                              | -      | -      | -      | 32    | 4     | 5     |
| 2017-2018             | Paris Saint-Germain     | Ligue 1               | -           | -           | -           | -               | -               | -               | -                 | -                 | -                 | -          | -          | -          | C1                             | -                              | -                              | -                              | -      | -      | -      | 0     | 0     | 0     |
| Sous-total            | Sous-total              | Sous-total            | 23          | 0           | 1           | 3               | 3               | 4               | 2                 | 0                 | 0                 | 1          | 1          | 0          | -                              | 3                              | 0                              | 0                              | -      | -      | -      | 32    | 4     | 5     |
| 2018-2019             | Stade rennais FC        | Ligue 1               | 26          | 7           | 2           | 4               | 0               | 2               | 2                 | 0                 | 1                 | -          | -          | -          | C3                             | 9                              | 2                              | 1                              | -      | -      | -      | 41    | 9     | 6     |
| 2019-2020             | Real Valladolid         | Liga                  | 5           | 0           | 0           | -               | -               | -               | -                 | -                 | -                 | -          | -          | -          | -                              | -                              | -                              | -                              | -      | -      | -      | 5     | 0     | 0     |
| 2020-2021             | Girondins de Bordeaux   | Ligue 1               | 24          | 2           | 4           | 1               | 0               | 0               | -                 | -                 | -                 | -          | -          | -          | -                              | -                              | -                              | -                              | -      | -      | -      | 25    | 2     | 4     |
| 2021-2022             | LOSC Lille              | Ligue 1               | 7           | 0           | 1           | -               | -               | -               | -                 | -                 | -                 | -          | -          | -          | C1                             | 2                              | 0                              | 0                              | -      | -      | -      | 9     | 0     | 1     |
| Total sur la carrière | Total sur la carrière   | Total sur la carrière | 330         | 55          | 37          | 22              | 7               | 6               | 19                | 1                 | 5                 | 5          | 2          | 0          | -                              | 51                             | 9                              | 3                              | 15     | 2      | 1      | 442   | 76    | 52    |

### Matchs internationaux
| Matchs internationaux de Hatem Ben Arfa | Matchs internationaux de Hatem Ben Arfa | Matchs internationaux de Hatem Ben Arfa | Matchs internationaux de Hatem Ben Arfa | Matchs internationaux de Hatem Ben Arfa | Matchs internationaux de Hatem Ben Arfa | Matchs internationaux de Hatem Ben Arfa                             |
|                                         | Date                                    | Lieu                                    | Adversaire                              | Résultat                                | Compétition                             | Notes                                                               |
| --------------------------------------- | --------------------------------------- | --------------------------------------- | --------------------------------------- | --------------------------------------- | --------------------------------------- | ------------------------------------------------------------------- |
| 1.                                      | 13 octobre 2007                         | Tórsvøllur, Tórshavn, îles Féroé        | Îles Féroé                              | 0 - 6                                   | Qualification Euro 2008                 | Entre en jeu à la place de Franck Ribéry à la 62e minute de jeu.    |
| 2.                                      | 17 octobre 2007                         | Stade de la Beaujoire, Nantes, France   | Lituanie                                | 2 - 0                                   | Qualification Euro 2008                 | Entre en jeu à la place de Lassana Diarra à la 70e minute de jeu.   |
| 3.                                      | 16 novembre 2007                        | Stade de France, Saint-Denis, France    | Maroc                                   | 2 - 2                                   | Amical                                  | Entre en jeu à la place de Sidney Govou à la 74e minute de jeu.     |
| 4.                                      | 21 novembre 2007                        | Stade olympique de Kiev, Kiev, Ukraine  | Ukraine                                 | 2 - 2                                   | Qualification Euro 2008                 | Entre en jeu à la place de Franck Ribéry à la 89e minute de jeu.    |
| 5.                                      | 6 février 2008                          | Stade de la Rosaleda, Malaga, Espagne   | Espagne                                 | 1 - 0                                   | Amical                                  | Entre en jeu à la place de Patrick Vieira à la 82e minute de jeu.   |
| 6.                                      | 27 mai 2008                             | Stade des Alpes, Grenoble, France       | Équateur                                | 2 - 0                                   | Amical                                  | Titulaire et remplacé par Florent Malouda à la 78e minute de jeu.   |
| 7.                                      | 14 octobre 2008                         | Stade de France, Saint-Denis, France    | Tunisie                                 | 3 - 1                                   | Amical                                  | Entre en jeu à la place de Franck Ribéry à la 46e minute de jeu.    |
| 8.                                      | 11 août 2010                            | Ullevaal Stadion, Oslo, Norvège         | Norvège                                 | 2 - 1                                   | Amical                                  | Entre en jeu à la place de Moussa Sissoko à la 46e minute de jeu.   |
| 9.                                      | 27 mai 2012                             | Stade du Hainaut, Valenciennes, France  | Islande                                 | 3 - 2                                   | Amical                                  | Titulaire et remplacé par Olivier Giroud à la 59e minute de jeu.    |
| 10.                                     | 31 mai 2012                             | Stade Auguste-Delaune, Reims, France    | Serbie                                  | 2 - 0                                   | Amical                                  | Entre en jeu à la place de Florent Malouda à la 76e minute de jeu.  |
| 11.                                     | 5 juin 2012                             | MMArena, Le Mans, France                | Estonie                                 | 4 - 0                                   | Amical                                  | Entre en jeu à la place de Florent Malouda à la 73e minute de jeu.  |
| 12.                                     | 11 juin 2012                            | Donbass Arena, Donetsk, Ukraine         | Angleterre                              | 1 - 1                                   | Euro 2012                               | Entre en jeu à la place de Yohan Cabaye à la 84e minute de jeu.     |
| 13.                                     | 19 juin 2012                            | Stade olympique, Kiev, Ukraine          | Suède                                   | 2 - 0                                   | Euro 2012                               | Titulaire et remplacé par Florent Malouda à la 59e minute de jeu.   |
| 14.                                     | 13 novembre 2015                        | Stade de France, Saint-Denis, France    | Allemagne                               | 2 - 0                                   | Amical                                  | Entre en jeu à la place d'Antoine Griezmann à la 80e minute de jeu. |
| 15.                                     | 17 novembre 2015                        | Stade de Wembley, Londres, Angleterre   | Angleterre                              | 2 - 0                                   | Amical                                  | Titulaire et remplacé par Kingsley Coman à la 46e minute de jeu.    |

### Buts internationaux
| 0     | Date | Lieu | Compétition | Résultat | Adversaire | Détail | Détail | Détail | Sél. |
| ----- | --- | --- | --- | --- | --- | --- | --- | --- | --- |
| 1er   | 13 octobre 2007                                                                                                 | Tórsvøllur, Torshavn, Îles Féroé                                                                                | Éliminatoires Euro 2008                                                                                         | V 0-6 | Îles Féroé | 90+3e | du pied droit                                                                                                   | 0-6 | 1re |
| 2e    | 11 août 2010 | Ullevaal Stadion, Oslo, Norvège                                                                                 | Match amical | D 2-1 | Norvège | 48e | du pied gauche                                                                                                  | 0-1 | 8e |
| Total | 2 buts (1 du pied droit et 1 du pied gauche), en 15 sélections entre le 13 octobre 2007 et le 17 novembre 2015. | 2 buts (1 du pied droit et 1 du pied gauche), en 15 sélections entre le 13 octobre 2007 et le 17 novembre 2015. | 2 buts (1 du pied droit et 1 du pied gauche), en 15 sélections entre le 13 octobre 2007 et le 17 novembre 2015. | 2 buts (1 du pied droit et 1 du pied gauche), en 15 sélections entre le 13 octobre 2007 et le 17 novembre 2015. | 2 buts (1 du pied droit et 1 du pied gauche), en 15 sélections entre le 13 octobre 2007 et le 17 novembre 2015. | 2 buts (1 du pied droit et 1 du pied gauche), en 15 sélections entre le 13 octobre 2007 et le 17 novembre 2015. | 2 buts (1 du pied droit et 1 du pied gauche), en 15 sélections entre le 13 octobre 2007 et le 17 novembre 2015. | 2 buts (1 du pied droit et 1 du pied gauche), en 15 sélections entre le 13 octobre 2007 et le 17 novembre 2015. | 2 buts (1 du pied droit et 1 du pied gauche), en 15 sélections entre le 13 octobre 2007 et le 17 novembre 2015. |

## Palmarès

### En club
| Olympique lyonnais (8) | Olympique de Marseille (3) | Paris Saint-Germain (3) | Stade rennais FC (1)                    |
| --- | --- | --- | --------------------------------------- |
| - Championnat de France : - Vainqueur en 2005, 2006, 2007 et en 2008 - Coupe de France : - Vainqueur en 2008 - Trophée des champions : - Vainqueur en 2005, 2006 et en 2007 | - Championnat de France - Vainqueur en 2010 - Vice-champion en 2009 et 2011 - Trophée des champions : - Vainqueur en 2010 - Coupe de la Ligue - Vainqueur en 2010 | - Championnat de France - Vice-champion en 2017 - Trophée des champions : - Vainqueur en 2016 - Coupe de la Ligue - Vainqueur en 2017 - Coupe de France : - Vainqueur en 2017 | - Coupe de France : - Vainqueur en 2019 |

### Équipe de France
| Équipe de France -17 (1)                           |
| -------------------------------------------------- |
| - Championnat d'Europe -17 ans - Vainqueur en 2004 |

### Distinctions individuelles
- Co-meilleur buteur du Championnat d'Europe des moins de 17 ans en 2004 (3 buts)
- Élu meilleur espoir de Ligue 1 en 2008
- Élu joueur du mois en février 2010 avec l'Olympique de Marseille et en janvier 2016 avec l'OGC Nice
- Membre de l'équipe-type de Ligue 1 en 2016 avec l'OGC Nice
- Nommé parmi les 5 meilleurs joueurs de Ligue 1 en 2016 et 2019[96].